# Pablo Rey
Pour les articles homonymes, voir Rey.
Pablo Gabino Rey Sendón, connu sous le nom de Pablo Rey, est un artiste peintre espagnol né à Barcelone en 1968.

## Biographie

### Débuts
Né dans une famille d'artistes, il s'initie dans l'art de la peinture sous la conduite de son père, le peintre réaliste espagnol Gabino Rey (es),. Il obtient une licence en beaux-arts à l'Université de Barcelone.

### Trajectoire
En 1989, il reçoit le prix Talens, décerné dans le cadre du concours de peinture de la galerie Sala Parés à Barcelone puis en 1992, le prix Raimon Maragall i Noble, au même concours. En 1994, l'université de Barcelone organise un appel à candidatures et acquiert une de ses œuvres pour la collection du Patrimoine. Dans ses premières œuvres, il se manifeste comme un peintre néo-expressionniste qui va évoluer vers l’abstraction.
En 1996, il s'installe à New York, et participe en 1997 à la The Grammercy International Art Fair avec la galerie Pierogi 2000 ; il est aussi sélectionné avec d'autres artistes de New York pour participer à l'exposition New Tide, au Williamsburg Art & Historical Center de Brooklyn, New York,. En 1998, il est sélectionné et rejoint à Juan Uslé, Francisco Leiro Lois (es), Pello Irazu, Antonio Murado (es), Victoria Civera (es) et d'autres artistes pour participer au film documentaire 98 EN NY, produit par Canal+, sur des artistes espagnols à New York.
En 1999, il voyage en voiture de New York au Texas ; de ce voyage il réalise une série d'œuvres intitulée NY-TX, qu'il expose dans la galerie Holland Tunnel Art Projects de New York en juin 2000. En 2004, il expose avec le peintre Luis Trullenque Dos pintores sobre un mismo lienzo (« Deux peintres sur une même toile ») dans le château de Benedormiens de Castell-Platja d'Aro.
En 2005, dans la présentation de l'exposition Estados Complementarios (« États complémentaires ») dans la Galerie Carmen Tatché, le philosophe et sociologue de l'Art Arnau Puig (es) a présenté le texte-catalogue La peinture en liberté et la liberté de peindre de Pablo Rey, texte introductif à l'œuvre et au concept esthétique du travail de l'artiste de Barcelone, en se basant sur la série de peintures exposées. Sur le même acte artistique la critique et historienne de l'art Pilar Giró affirme que « Pablo Rey est une voix singulière dans le panorama artistique international et il a su concilier de manière particulière la rationalité et le lyrisme dans a son œuvre. »
En 2009, il réalise l’exposition Conjuncions, où trois artistes peignent sur une même toile, avec Alex Pallí et Luis Trullenque. Cette œuvre est exposée pendant la même année dans l’ancien monastère de Sant Feliu de Guíxols et ensuite, en 2011 à la Maison de Culture de Gérone.
En 2013, il réalise une exposition individuelle intitulée Recent Work à la fondation Maison Josep Irla, de Sant Feliu de Guíxols, et en 2014, il participe à l'exposition Framed, à la galerie Holland Tunnel de New York,.

## Expositions individuelles
Le peintre catalan a réalisé un grand nombre d'expositions, dont on peut souligner celles du Williamsburg Art & Historical Center de Brooklyn, New York ; 76Varick Gallery de New York ; Gallery of The Nederlandche Bank d'Amsterdam ; la IXe Biennale d'Art de la Ville d'Oviedo ; Holland Tunnel Art Gallery de New York ; Lewisham Art House de Londres et Mondo Art Gallery à Laren, Amsterdam.

## Galerie

Sélection d'œuvres choisies de différentes époques du parcours de l'artiste
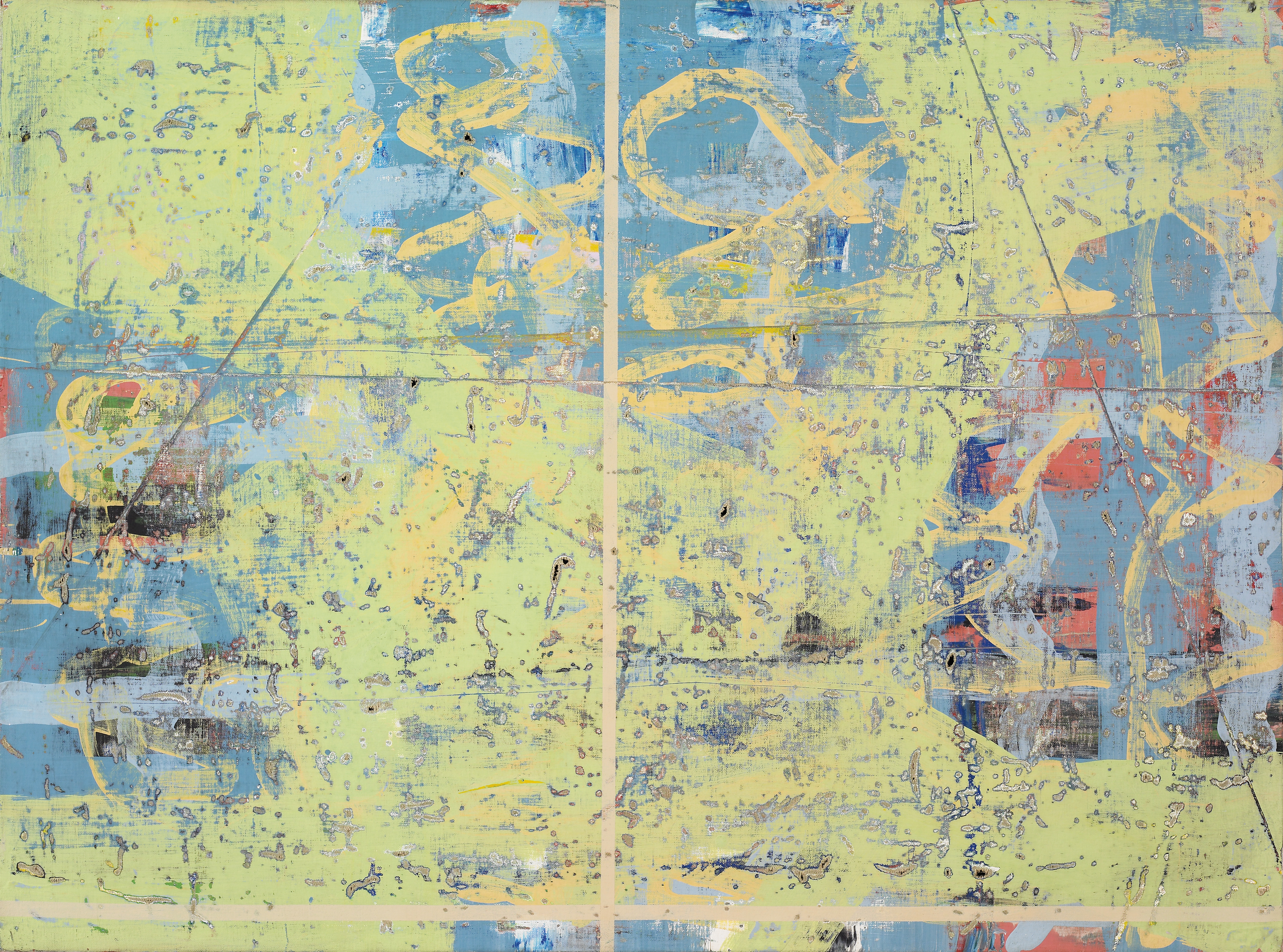
Green Stain, Brooklyn, NY 1996
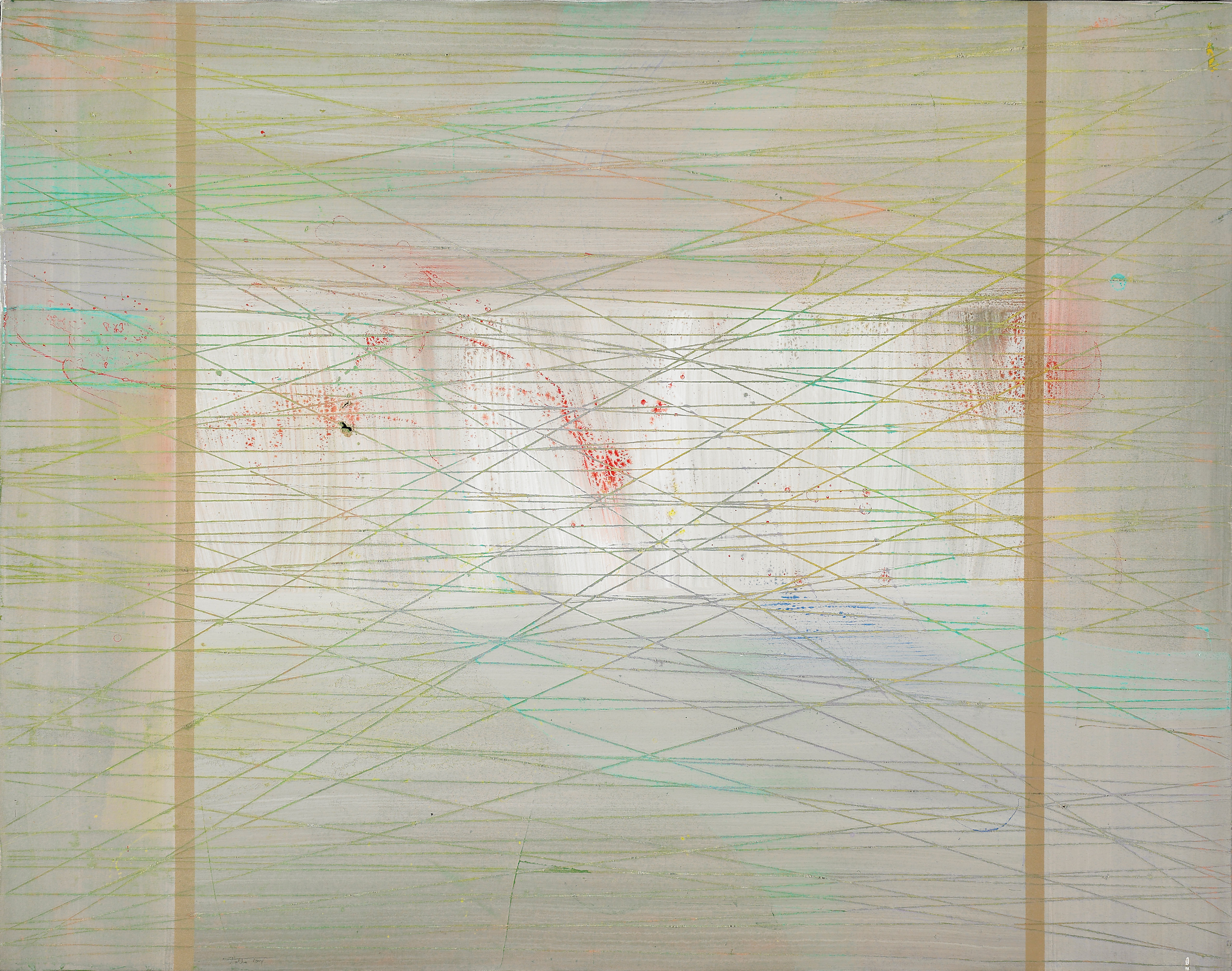
Rêve dans le pont de Brooklyn, Williamsburg, NY 1997
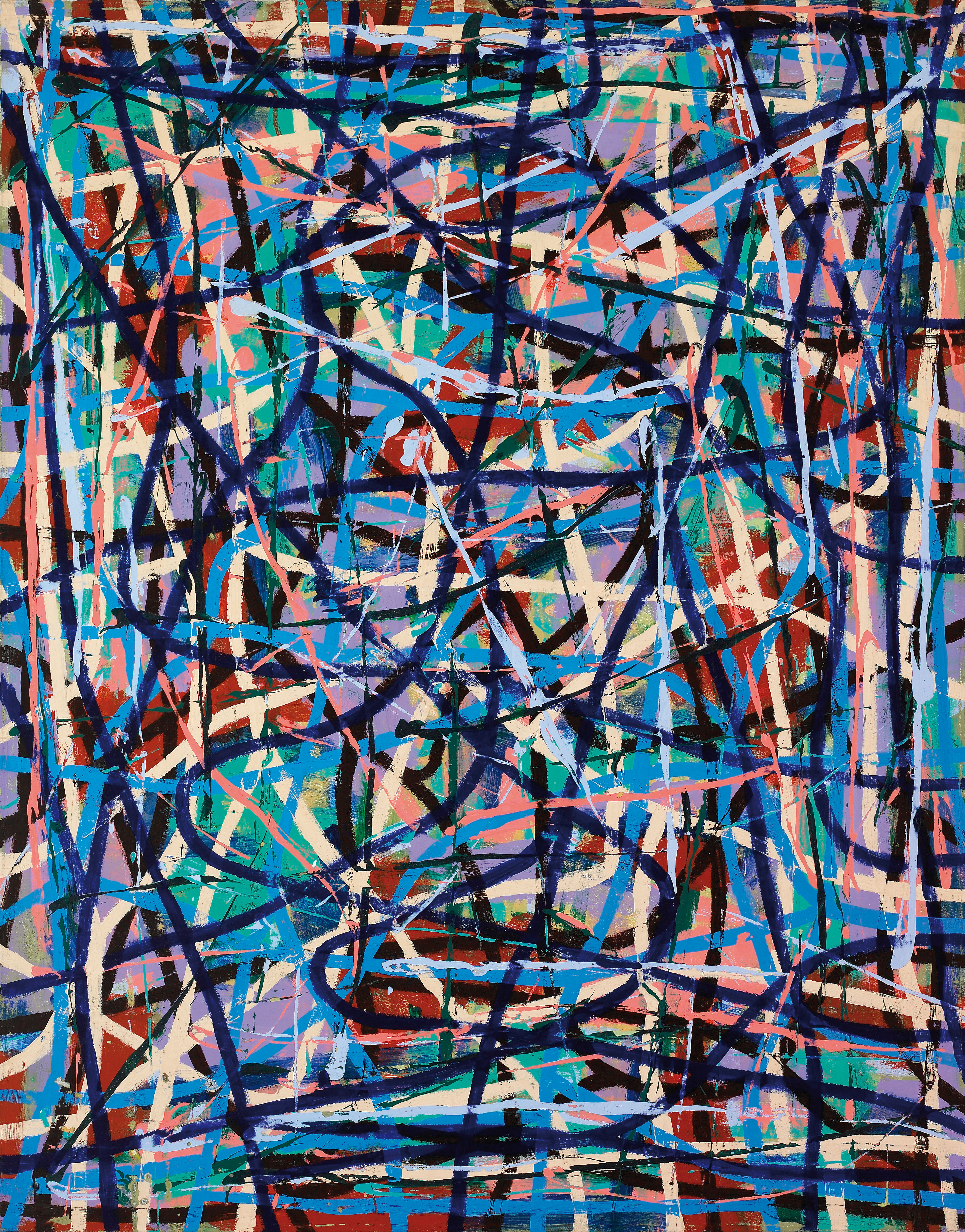
Correction 40, NY, 1998
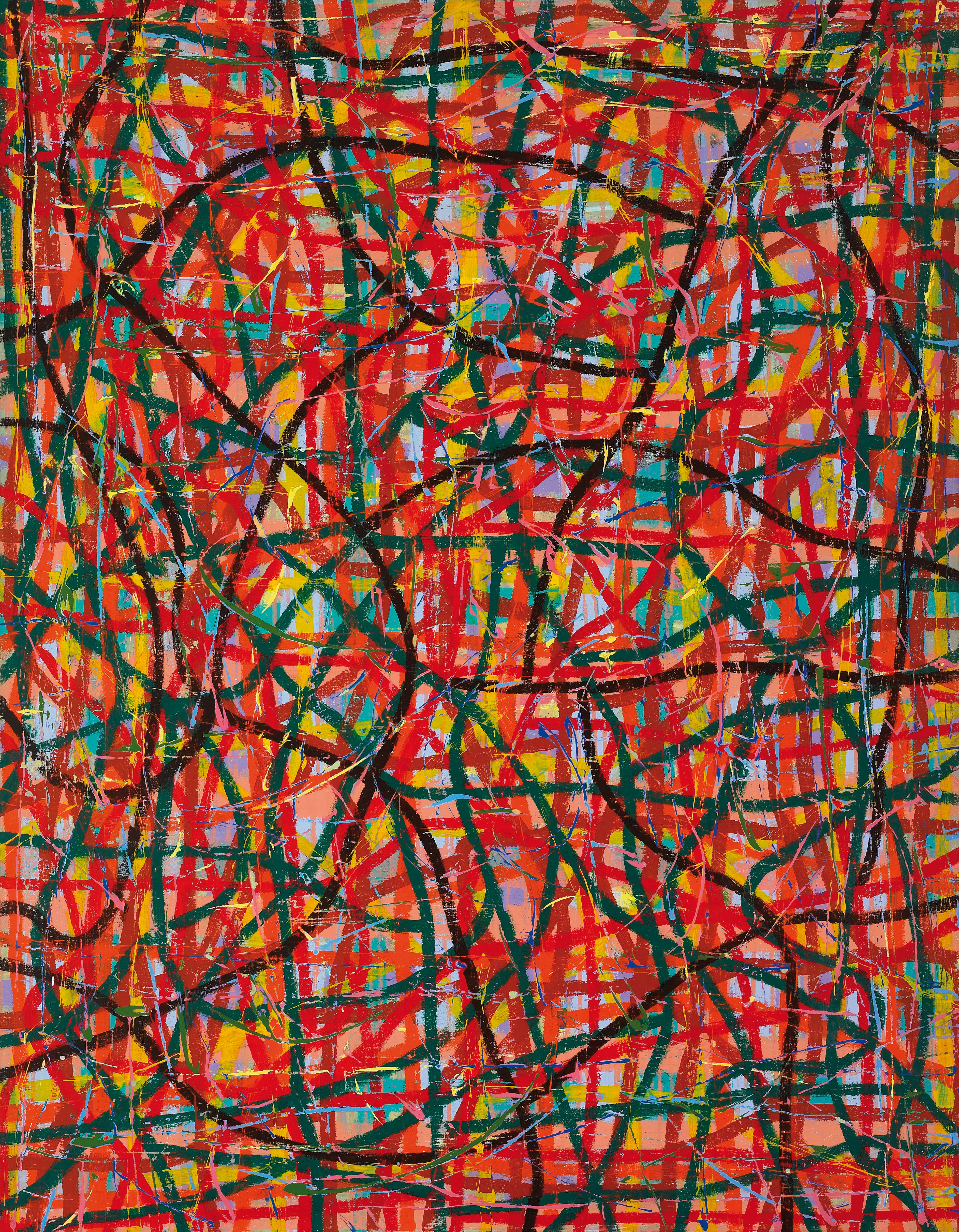
Correction 32, NY, 1999
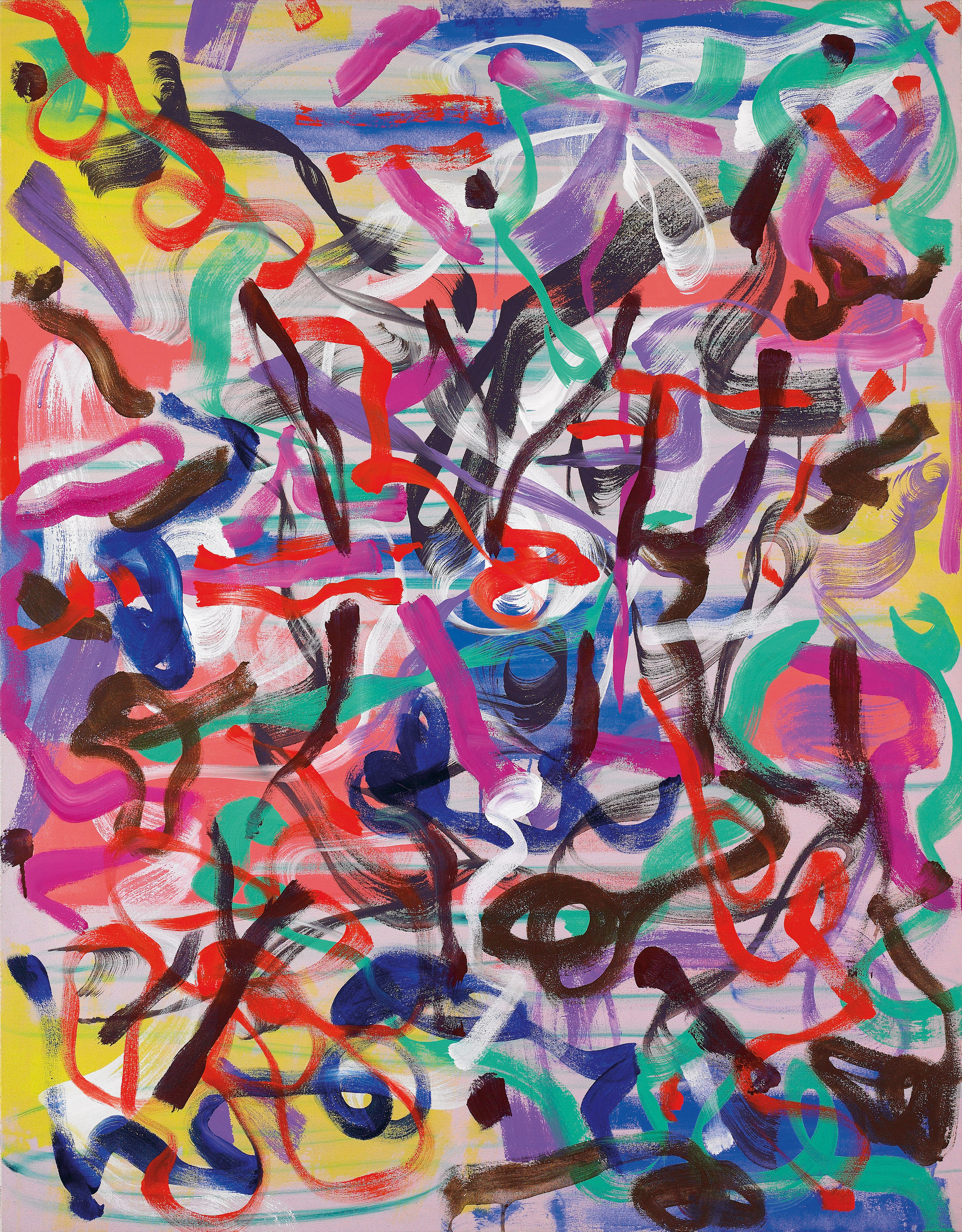
Champ polychronique 56, Bcn 2000
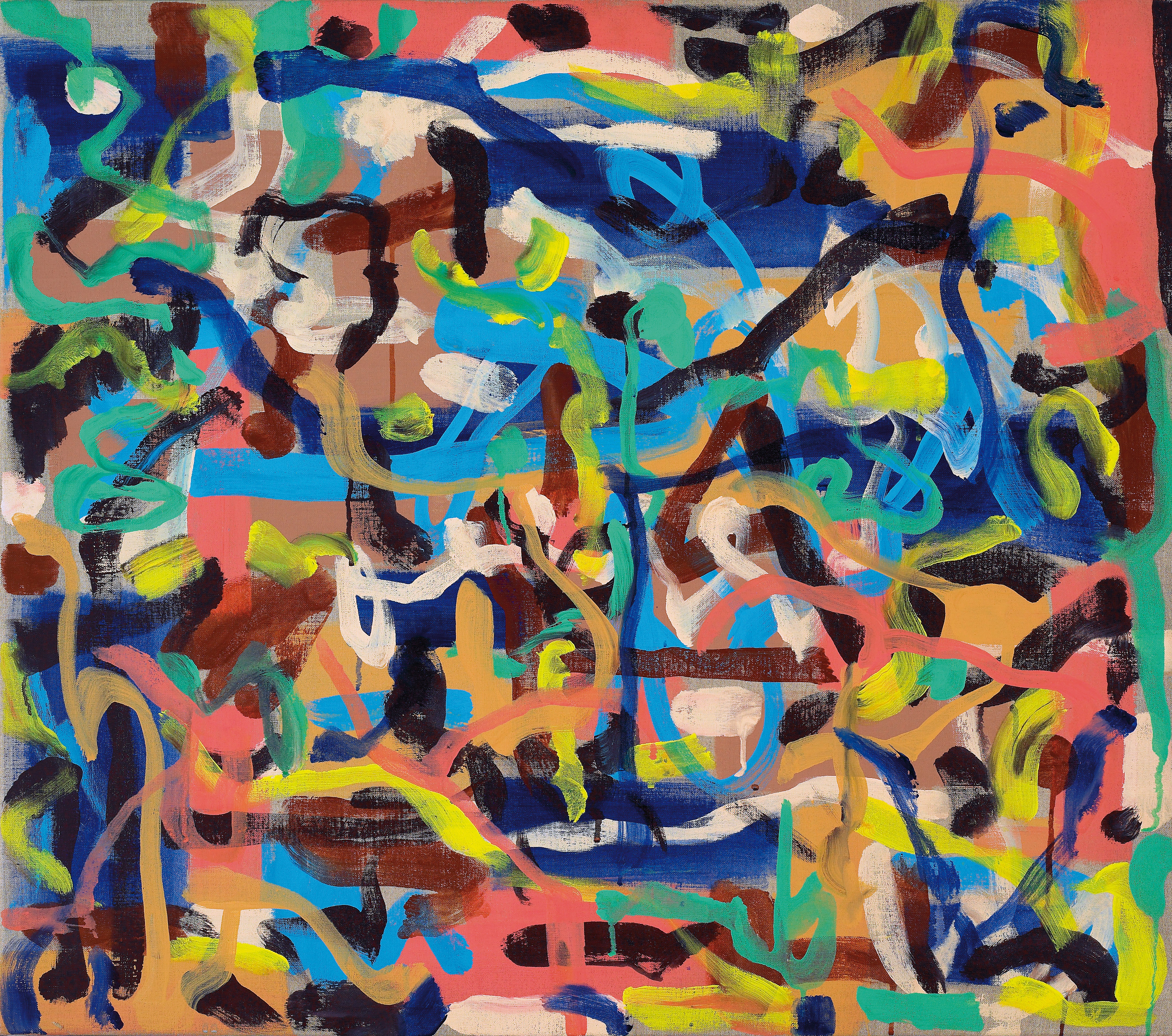
Champ polychronique 40, Bcn 2000